# آفاق الصحة البيئية
مجلة افاق الصحة البيئية (Environmental Health Perspectives) هي مجلة شهرية طبية، تصدر عن المعهد الوطني لعلوم الصحة البيئية في الولايات المتحدة. متاحة مجانا للقراء بينما تفرض رسوم على الكاتب لنشر مقالاته في المجلة. في عام 2009 وصل معدل تأثير المجلة وانتشارها إلى 6.19 

## روابط إضافية
- الموقع الرسمي